# オキソドトレオチド
オキソドトレオチド（oxodotreotide）（ドータオクトレオテートまたはドータテート。DOTA-octreotate、DOTA-TATE）は一部の癌（特に神経内分泌腫瘍）の診断・治療に用いられ得る治験薬である。様々な放射性同位体をキレートして使用される。

## 化学的特徴と作用機序
オキソドトレオチドはキレート剤であるDOTA（構造式中の左上）のカルボン酸の一つとオクトレオテートのチロシンのアミノ基がアミド結合した構造をしている。オクトレオテートはソマトスタチン受容体に親和性を持つ。DOTAに放射性同位元素を担持させ、ソマトスタチン受容体が過剰発現した腫瘍組織に集積させ、腫瘍細胞に放射線を集中させて選択的な殺細胞効果を発揮する。

## 使用例
ガリウム（68Ga）オキソドトレオチド（GaTate）はポジトロン断層法（PET）を用いた腫瘍診断に利用される。DOTA-TATE PET/CTは感度および特異度共に、111In-オクトレオチド造影法に遥かに勝る。
ルテチウム（177Lu）オキソドトレオチドはカルチノイドや膵内分泌腫瘍の治療薬として開発中である。2021年8月、神経内分泌腫瘍を対象とした治療用放射性医薬品「ルタテラ」として、富士フイルム富山化学（現・PDRファーマ）から発売となった。標準的治療では、177Lu-オキソドトレオチド 7.5GBq程度が投与される。4〜6時間後、患者からの放射量は1m離れたところで25µSv/hr未満となり、退院可能となる。3ヶ月毎に4回の投与で1コースとされる。